# Aleksandr Żewarczenkow
Aleksandr Andriejewicz Żewarczenkow (ros. Александр Андреевич Жеварченков, ur. 9 kwietnia 1919 we wsi Fiodorowka obecnie w rejonie kamieńskim w obwodzie penzeńskim, zm. 3 lutego 2002) – radziecki żołnierz w stopniu sierżanta, Bohater Związku Radzieckiego (1945).

## Życiorys
Urodził się w rodzinie chłopskiej. Miał wykształcenie podstawowe. Pracował w kołchozie, we wrześniu 1939 został powołany do Armii Czerwonej, od czerwca 1941 uczestniczył w wojnie z Niemcami. Walczył na Froncie Zachodnim, Południowo-Zachodnim, 2 i 3 Ukraińskim i 1 Białoruskim, był dwukrotnie ranny. Jako żołnierz 37. Armii i 53. Armii brał udział w operacji znamienskiej (20 listopada – 23 grudnia 1943), w której był ranny, operacji kirowohradzkiej (1–16 stycznia 1944), korsuń-szewczenkowskiej (24 stycznia – 17 lutego 1944) i humańsko-botoszańskiej (5 marca – 17 kwietnia 1944) na 2. Froncie Ukraińskim. W składzie 5. Armii Uderzeniowej uczestniczył w jasko-kiszyniowskiej (20–29 sierpnia 1944) i w wyzwalaniu Kiszyniowa, gdzie był ranny, w operacji warszawsko-poznańskiej (14 stycznia – 3 lutego 1945; część operacji wiślańsko-odrzańskiej), operacji berlińskiej (16 kwietnia – 9 maja 1945) i szturmie Berlina.
Jako pomocnik dowódcy plutonu 267. gwardyjskiego pułku strzelców w składzie 89. Gwardyjskiej Dywizji Piechoty i 5. Armii Uderzeniowej w stopniu sierżanta, wyróżnił się podczas operacji wiślańsko-odrzańskiej. Podczas walk, pod ogniem karabinu maszynowego podczołgał się do wrogiego bunkra, do którego wrzucił granaty. W walce o wieś Dąbrówki (11 km na południowy zachód od Magnuszewa) zniszczył dwa działony karabinów maszynowych; został ranny, jednak nie opuścił pola walki.
Po wojnie został zdemobilizowany, wrócił do rodzinnej wsi. Zmarł w 2002. Został pochowany w Kamience w obwodzie penzeńskim.

## Odznaczenia
- Złota Gwiazda Bohatera Związku Radzieckiego (27 lutego 1945)
- Order Lenina (27 lutego 1945)
- Order Wojny Ojczyźnianej I klasy (11 marca 1985)
- Order Czerwonej Gwiazdy

I medale.